# Telèfon (pel·lícula)
Telèfon (títol original: Telefon) és una pel·lícula dels Estats Units dirigida per Don Siegel, estrenada el 1977.
El film tracta sobre els talps, l'activitat dels quals es reactiva amb una frase-clau. Ha estat doblada al català.

## Argument
Condicionats en escoltar un tros del poema Stopping by Woods on a Snowy Evening de Robert Frost per telèfon, uns ciutadans aparentment inofensiuss es posen a perpetrar atemptats-suïcides en sòl americà. Un agent rep la missió de tallar el procés i descobreix la seva naturalesa dels « talps o cèl·lules dorments », disseminades pel territori en la guerra freda. Algú ha escollit despertar-les...
La frase que reactivant els agents dorments: 
| « | El bosc és ombrívol i em convida al plaer, però tinc en principi una llavor, com la carretera és llarga abans de dormir. No oblidis, XXX (nom del talp), com la carretera és llarga abans de dormir | » |

## Repartiment
- Charles Bronson: Major Grigori Borzov
- Lee Remick: Barbara
- Donald Pleasence: Nicolai Dalchimsky
- Ed Bakey: Carl Hassler
- Tyne Daly: Dorothy Putterman
- Alan Badel: Coronel Malchenko
- Patrick Magee: General Strelsky
- Sheree North: Marie Wills
- Frank Marth: Harley Sandburg
- Helen Page Camp: Emma Stark
- Roy Jenson: Doug Stark
- Carmen Zapata: la infermera
- Iggie Wolfington: pare Stuart Diller
- Jim Nolan: un venedor